# 발데베르나르도역
발데베르나르도역(스페인어: Valdebernardo)은 마드리드 지하철 9호선의 역이다. 마드리드 비칼바로 구 발데베르나르도 지역의 이달레시오 프리에토 거리 지하에 위치해 있다. 요금구역 상으로는 A구역에 속한다.

## 역사
1998년 12월 1일 9호선이 푸에르타 데 아르간다 역까지 연장되면서 문을 열었다. 당초 계획했던 역명은 스페인의 장군인 루시오 데 밍고였으나, 논란을 일으킬 수 있다는 이유로 취소하였다. 이후 바르셀로나의 귀족이었던 베르나르도 고메스 일가의 요구로 이 일대 지역명을 따오게 되었다.

## 환승 정보
역 주변에 시내버스 정류장이 두 곳 있다.
버스
- 시내버스
  - 8, 71, 130번 노선 (주간)
  - N8번 노선 (야간)

지하철
| 마드리드 지하철         | 마드리드 지하철       | 마드리드 지하철           |
| ----------------------- | --------------------- | ------------------------- |
| 파보네스 파코 데 루시아 | 마드리드 지하철 9호선 | 비칼바로 아르간다 델 레이 |